# Entropía topológica en física
La entropía enredada topológicamente, usualmente denotada por γ, es un número que caracteriza los estados de varios cuerpos que poseen orden topológico. La forma corta entropía topológica es la que se usa frecuentemente, aunque el mismo nombre en teoría ergódica se refiere a un concepto matemático no relacionado.
Una entropía enredada topológicamente distinta de cero refleja la presencia de enredos cuánticos de largo alcance en estados cuánticos de varios cuerpos. La entropía enredada topológicamente enlaza el orden topológico con patrones de enredos cuánticos de largo alcance.
Dado un estado ordenado topológicamente ordenado, la entropía topológica puede extraerse del comportamiento de la entropía de Von Neumann midiendo el enredado cuántico entre un bloque espacial y el resto del sistema. La entropía enredada de una región simplemente conexa con longitud de frontera L:
{\displaystyle S_{L}\;\longrightarrow \;\alpha L-\gamma +{\mathcal {O}}(L^{-\nu })\;,\qquad \nu >0\,\!}
El término constante es la entropía enredada topológicamente.
La entropía enredada topológicamente es igual al logaritmo de la dimensión cuántica total de las excitaciones de las cuasipartículas de los estados.
Por ejemplo, los estados cuánticos fraccionados de Hall, los estados de Laughlin en la fracción fraction 1/m, tiene γ = ½log(m). Los Z2 estados fraccionados, tales como los estados ordenados topológicamente del spin líquido 
Z2 , modelos de dimer cuánticos en redes no bipartitas, y los estados de código tórico de Kitaev, son caracterizados por γ = log(2).

### Introducción a la cantidad
- Topological Entanglement Entropy, Alexei Kitaev and John Preskill, Phys. Rev. Lett. 96, 110404 (2006).
- Detecting Topological Order in a Ground State Wave Function, Michael Levin and Xiao-Gang Wen, Phys. Rev. Lett. 96, 110405 (2006).

### Cálculos para estados específicos ordenados topológicamente
- M. Haque, O. Zozulya and K. Schoutens; Phys. Rev. Lett. 98, 060401 (2007).
- S. Furukawa and G. Misguich, Phys. Rev. B 75, 214407 (2007).

- Datos: Q11681505